# المجاعة الفنلندية

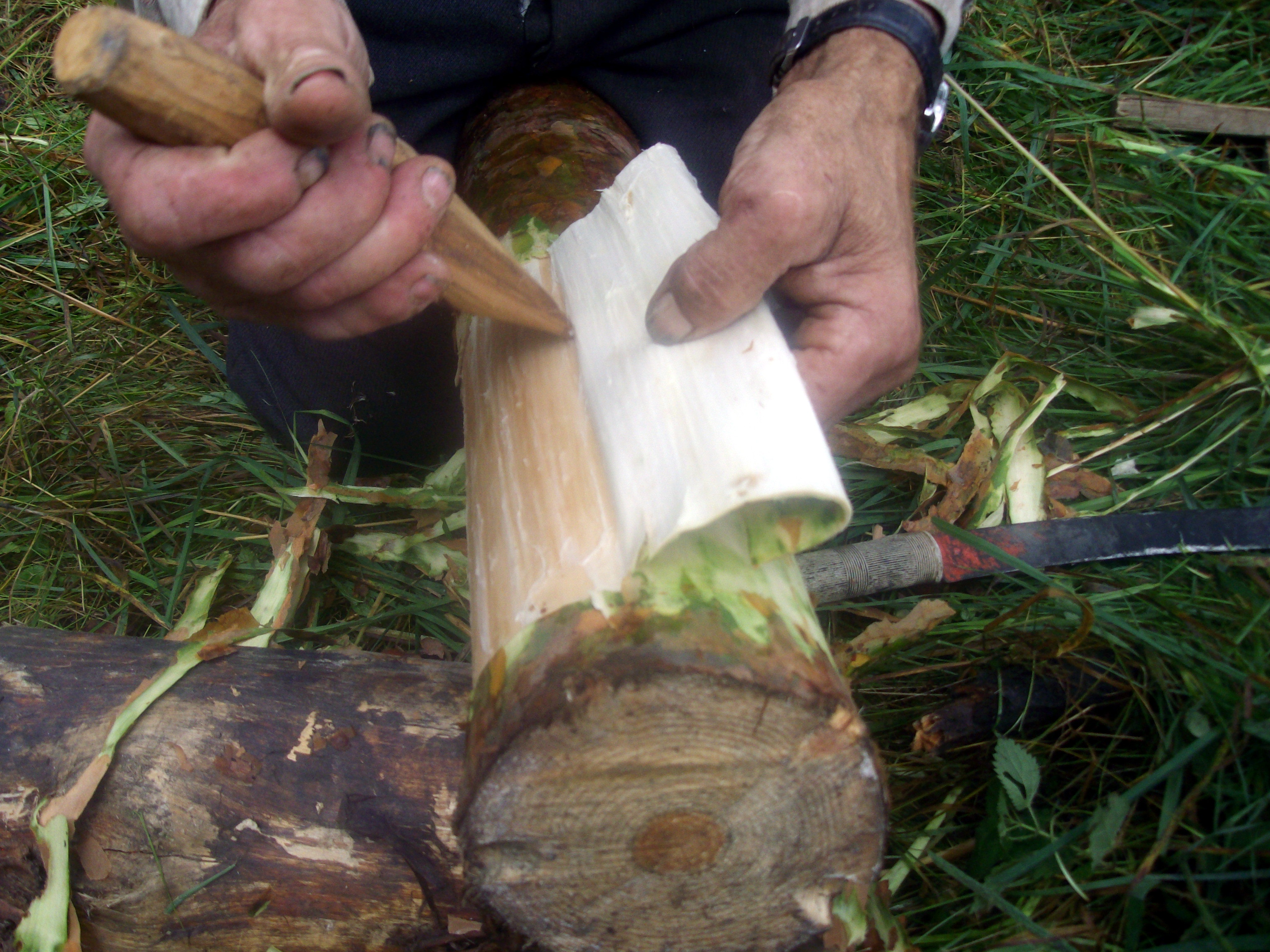
كان لحاء الصنوبر طعامًا للجائعيين في فنلندا - مؤخرًا أثناء وبعد الحرب الأهلية عام 1918.

المجاعة الفنلندية بين عامي 1866-1868 كانت آخر مجاعة في فنلندا (مع المجاعة السويدية ‏ اللاحقة في 1867-1869) آخر مجاعة كبرى لأسباب طبيعية تجتاح أوروبا. تعرف هذه المجاعة في فنلندا باسم «سنوات الجوع الكبير» (suuret nälkävuodet). توفي حوالي 8.5 ٪ من مجموع السكان؛ ووصلت النسبة في المناطق الأكثر تضرراً إلى 20 ٪. بلغ العدد الإجمالي للقتلى 270 ألفًا في ثلاث سنوات، أي ما يزيد عن 150 ألفًا عن المعدل الطبيعي للوفيات. وكانت أكثر المناطق تضرراً سـَـتاكونتا وهامي وبوهيانما وكاريليا الشمالية.

## الأسباب
عانت أجزاء من البلاد من ضعف المحاصيل في السنوات السابقة، وعلى الأخص في عام 1862. كان صيف عام 1866 ممطرًا للغاية، وفشلت المحاصيل الأساسية على نطاق واسع: تعفنت البطاطس والخضروات الجذرية في الحقول، وكانت ظروف بذر الحبوب في الخريف غير مواتية. عندما نفد الطعام المخزن، نزل الآلاف إلى الطرقات للتسول. كان الشتاء التالي قاسيًا، وكان الربيع متأخرًا.كان متوسط درجة الحرارة في هلسنكي في مايو 1867 + 1.8 °م (35.2 °ف)، حوالي 8 °م (14 °ف) أقل من متوسط الوقت الطويل وإلى حد بعيد أبرد مايو في سجل الأرصاد الجوية لهلسنكي منذ أن بدأت الملاحظات في عام 1829. في العديد من الأماكن، ظلت البحيرات والأنهار مجمدة حتى يونيو.
بعد منتصف الصيف الدافئ بشكل واعد، دمرت درجات الحرارة المتجمدة في أوائل سبتمبر المحاصيل؛ نتيجة لذلك، كان المحصول حوالي نصف المتوسط. بحلول خريف عام 1867، كان الناس يموتون بالآلاف.

## الإجراءات
كانت حكومة دوقية فنلندا الكبرى غير مجهزة للتعامل مع أزمة بهذا الحجم. لم تكن هناك أموال متاحة بسهولة لاستيراد المواد الغذائية من أسواق أوروبا الوسطى المحتكرة إلى حد كبير، وكانت الحكومة بطيئة في إدراك خطورة الوضع. لم يرغب وزير المالية يوهان فيلهلم سنيلمان، على وجه الخصوص، في الاقتراض، خشية أن تضعف العملة الفنلندية التي أدخلت مؤخرًا، الماركا الفنلندية، بسبب ارتفاع أسعار الفائدة. عندما تم اقتراض الأموال أخيرًا من بنك روتشيلد في فرانكفورت في أواخر عام 1867، كانت الأزمة قد اندلعت بالفعل، وارتفعت أسعار الحبوب في أوروبا. بالإضافة إلى ذلك، كان من الصعب نقل القليل من المساعدات التي يمكن حشدها في بلد يعاني من ضعف الاتصالات. تم إنشاء عدد من مشاريع الأشغال العامة الطارئة، وفي مقدمتها بناء خط السكك الحديدية من ريهيماكي إلى سانت بطرسبرغ ‏.

## ما بعد الكارثة

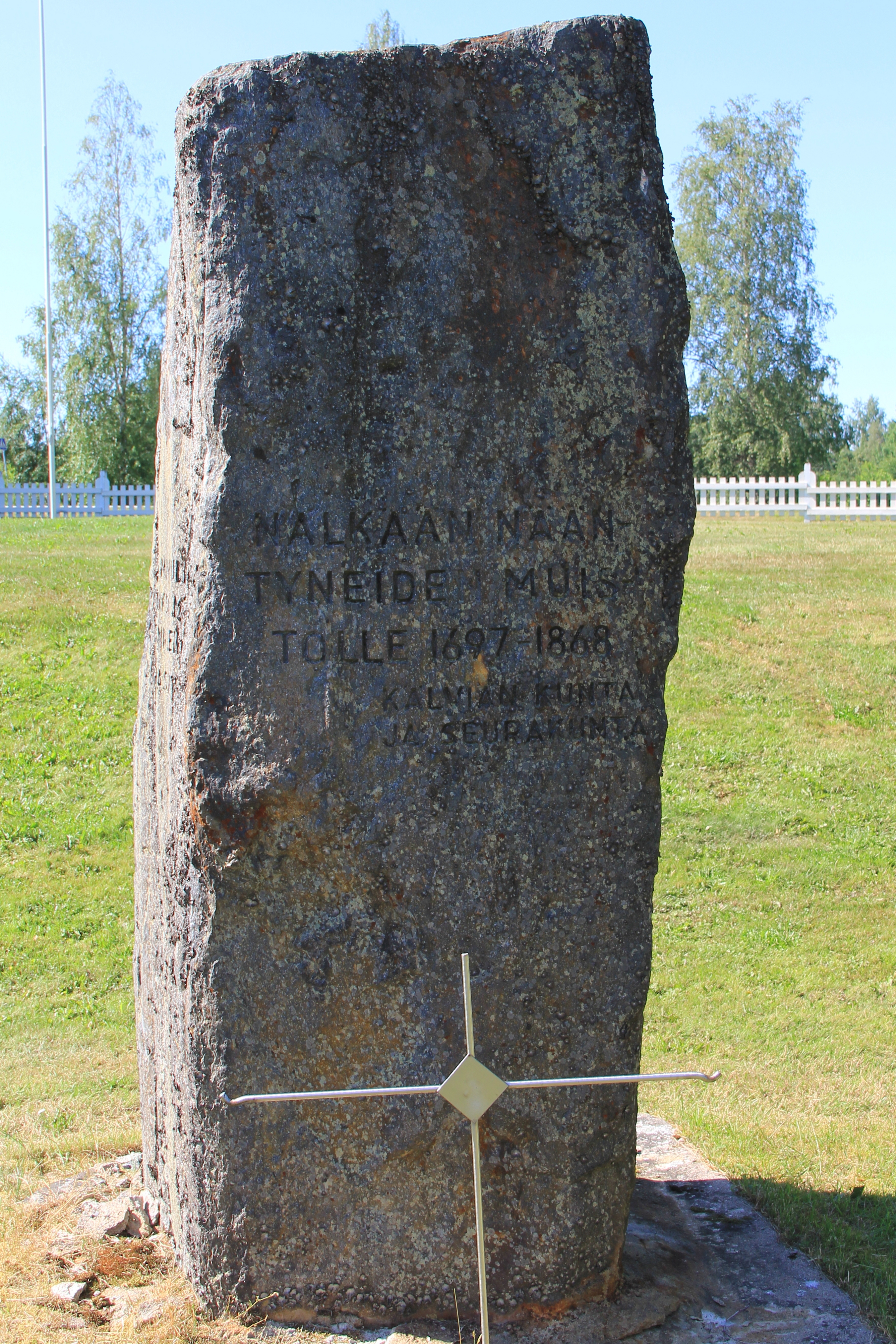
نصب تذكاري لضحايا المجاعة، كوكولا، فنلندا. خُصص النصب التذكاري لضحايا المجاعة الكبرى (١٦٩٥-١٦٩٧) والمجاعة الفنلندية (١٨٦٦-١٨٦٨).

عاد الطقس إلى طبيعته في عام 1868، وكان حصاد ذلك العام أفضل إلى حد ما من المتوسط، لكن الأمراض المعدية التي انتشرت في العام السابق أودت بحياة العديد من الأرواح الإضافية.
أُطلقت برامج لزيادة تنوع الزراعة الفنلندية، وقد أدى التحسين السريع للمواصلات إلى تقليل احتمالية تكرار مثل هذه المجاعة.
بشكل عام، رأى الفنلنديون العاديون في ذلك الوقت المجاعة على أنها عمل من أعمال الرب. كان القليلون يتوقعون أن يكون التاج قادرًا على فعل المزيد، وكان اللوم موجهًا بشكل أساسي إلى المسؤولين المحليين. لم تتطور حتى الآن أي حركة سياسية كبيرة للطبقة العاملة يمكنها الاستفادة سياسياً من الأزمة. كان عدد سكان الحضر صغيراً، وكانت الأولوية الأولى بالنسبة لسكان الريف هي استئناف الحياة الطبيعية. باختصار، لم تهدد المجاعة النظام العام، لكن ذكراها ألقت بظلالها الطويلة.
هاجر بسبب المجاعة،عديد الفنلنديين ‏ إلى مورمانسك.